# Progonatemnus succineus
Progonatemnus succineus är en spindeldjursart som beskrevs av Beier 1955. Progonatemnus succineus ingår i släktet Progonatemnus och familjen Atemnidae. Inga underarter finns listade i Catalogue of Life.